# Erich Hanisch
Erich Hanisch (Berlim, 28 de março de 1909) é um ex-canoísta alemão especialista em provas de velocidade.

## Carreira
Foi vencedor da medalha de prata em K-2 flexível 10000 m em Berlim 1936, junto com o colega de equipa Willi Horn.